# Palais de Peterhof
Le palais de Peterhof (en russe : Петергоф) est situé à Peterhof à environ 25 km du centre de Saint-Pétersbourg, sur la rive sud du golfe de Finlande, bras de la mer Baltique.

## Histoire
L'emplacement, à mi-chemin entre Pétersbourg et Kronstadt, fut choisi comme site de résidence par Pierre le Grand. Après un voyage en France, il ordonna de faire élever un palais grandiose qui dépasserait en beauté le château de Versailles. Si Versailles célèbre Apollon, Peterhof se veut une évocation de Neptune. Les travaux débutèrent en 1714 sous la direction de l'architecte français Jean-Baptiste Alexandre Le Blond, dans le parc de Peterhof. Pierre lui-même surveillait la construction de son palais et habitait pendant ce temps dans la maisonnette Monplaisir, encore visible aujourd'hui. Les travaux furent officiellement terminés le 15 août 1723.
Des transformations ultérieures furent réalisées sur ordre de l'impératrice Élisabeth Petrovna par l'architecte italien Bartolomeo Rastrelli.
Le château et les jardins ont beaucoup souffert des déprédations de l'armée allemande durant la Seconde Guerre mondiale.

## Implantation
La composante la plus spectaculaire du parc est la falaise d'une vingtaine de mètres de haut à un peu plus deux cents mètres de la rive aménagée comme les jardins du bas (Nijniï Sad), de 1,02 km2 sur environ 200 m. La majorité des fontaines de Peterhof est placée là et il y a plusieurs petits palais et constructions. À l'est de ces jardins se trouve le parc Alexandre, une addition ultérieure considérée comme distincte de Peterhof.
Au-dessus se dresse le grand palais (Bolchoï Dvorets). Derrière, au sud, se trouvent les jardins relativement petits du jardin supérieur (Верхний сад). Sous le grand palais, se trouve la grande cascade, avec en dessous le canal maritime (Morskoï Kanal).

## Jardin inférieur
Le Jardin inférieur (Нижний парк) relie le palais au rivage. C'est un jardin à la française composé d'arbres matures.
Beaucoup de fontaines y sont disséminées et montrent un degré de créativité inhabituel. L'une des plus remarquables est intitulée le Soleil. Un disque, duquel jaillissent tout autour des jets d'eau, crée une illusion et la structure complète tourne autour d'un axe vertical. Ainsi la direction du soleil change constamment.
Plusieurs fontaines sont conçues dans le but d'arroser les visiteurs. Deux d'entre elles prennent la forme d'arbres dégingandés qui se déclenchent lorsque quelqu'un approche. Une autre, en forme de parasol avec un banc circulaire autour de son pied, verse une quantité définie d'eau lorsque quelqu'un entre pour s'asseoir.
La même falaise où se trouve la grande cascade en contient deux autres très différentes. À l'ouest est la montagne dorée (Zolotaïa Gora), décorée de statuaire de marbre qui contraste avec celles tumultueuses et dorées de la grande cascade. À l'est se trouve la montagne du jeu d'échecs (Chakhmatnaïa Gora), une large chute dont la surface est en damier.

Les deux fontaines les plus visibles de Peterhof sont « Adam » et « Ève ». Elles occupent des positions symétriques de chaque côté du canal maritime, chacune à la conjonction de huit chemins.

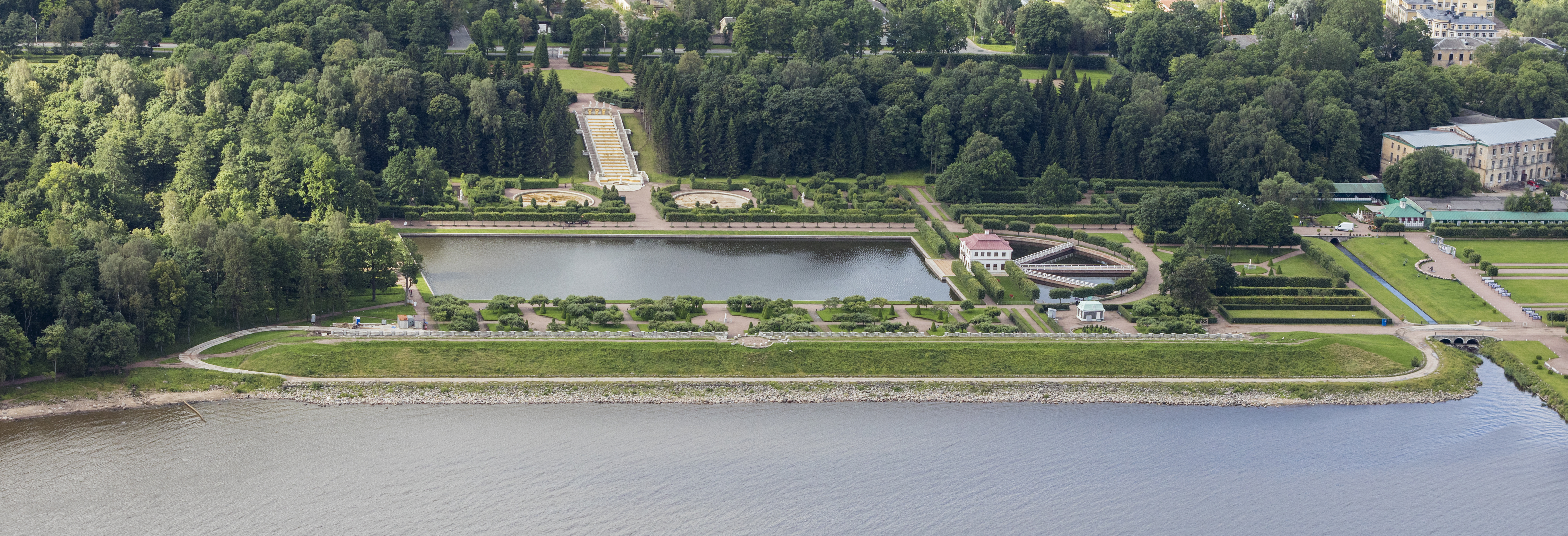
Palais Marli dans le jardin inférieur.
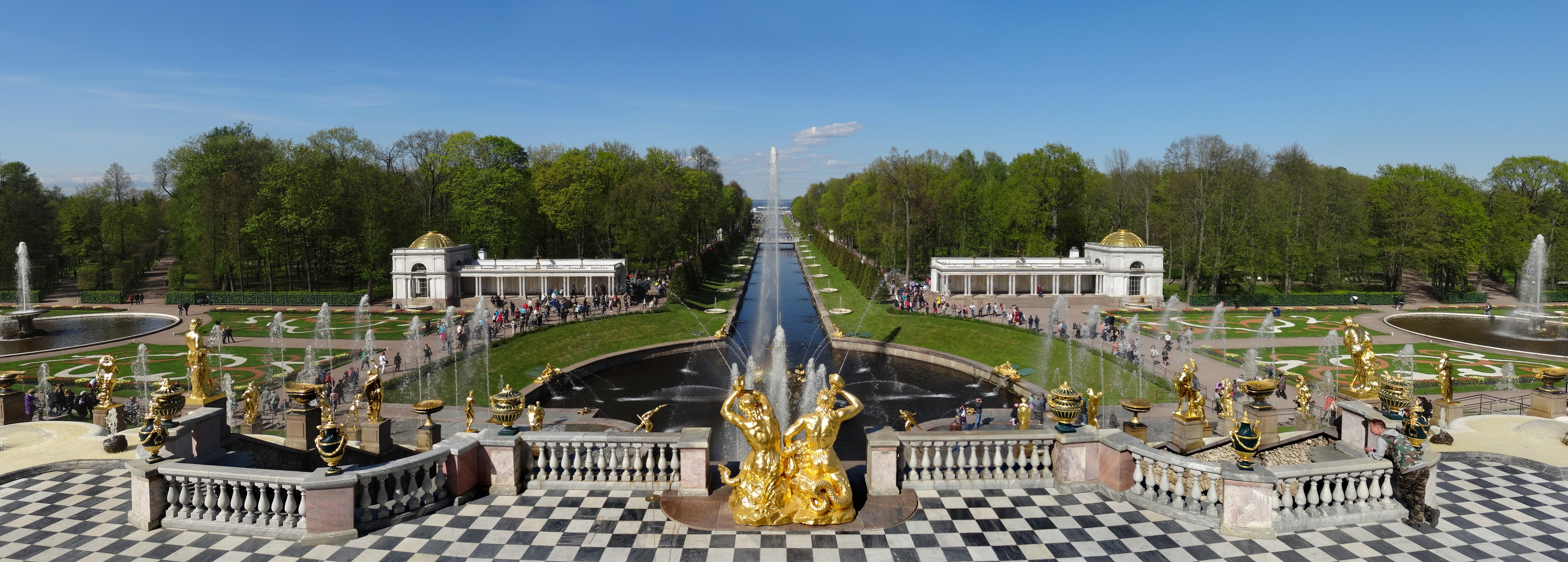
Peterhof : la fontaine Samson et le canal maritime.
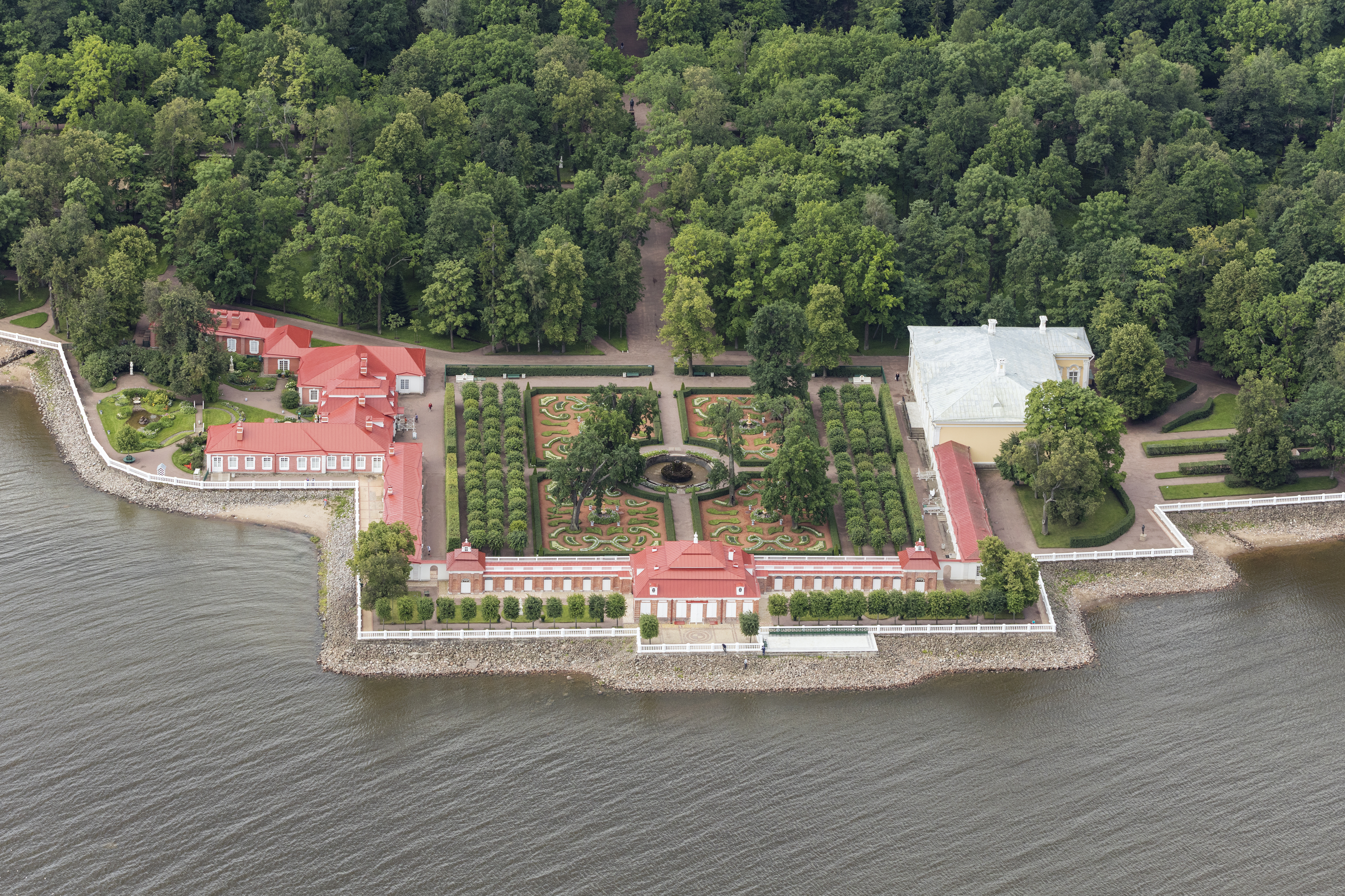
Vue aérienne du palais et des jardins de Monplaisir.

## Grande cascade et fontaine Samson

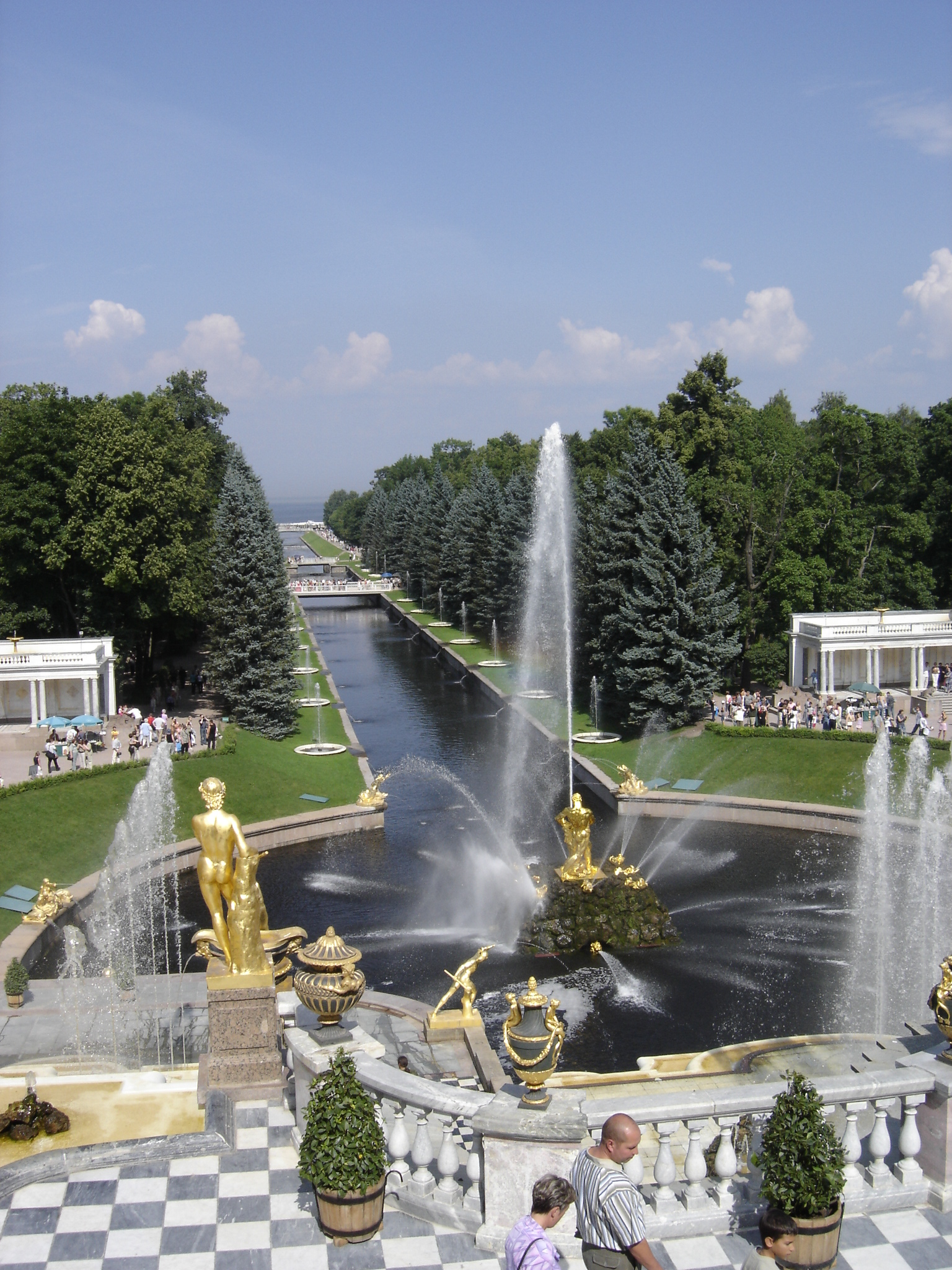
Fontaines du palais de Peterhof.

La grande cascade est copiée sur celle construite pour Louis XIV dans le parc de son château de Marly. La grande cascade descend sept vastes marches. Elle est ornée de deux cents sculptures et de près de soixante jets d'eau.
Au centre de la cascade se trouve une grotte artificielle avec deux niveaux en pierres taillées brunes. Elle contient un modeste musée de son histoire. L'une des présentations est une table portant un bol de fruits (artificiel), une réplique d'une table similaire de l'époque de Pierre le Grand. La table est équipée d'un jet d'eau qui arrose celui qui approche les fruits, une fonctionnalité du maniérisme qui reste populaire en Allemagne. Un accès direct au palais est caché dans la grotte.

Dans les années 1730, une grande fontaine de Samson fut installée qui présente le moment où ce dernier ouvre la gueule d'un lion, symbolisant la victoire de la Russie sur la Suède dans la grande guerre du Nord. Le lion est un élément du blason suédois et l'une des grandes victoires fut obtenue le jour de la fête de saint Samson. De la gueule du lion surgit un jet d'eau de vingt mètres, le plus haut de Peterhof.

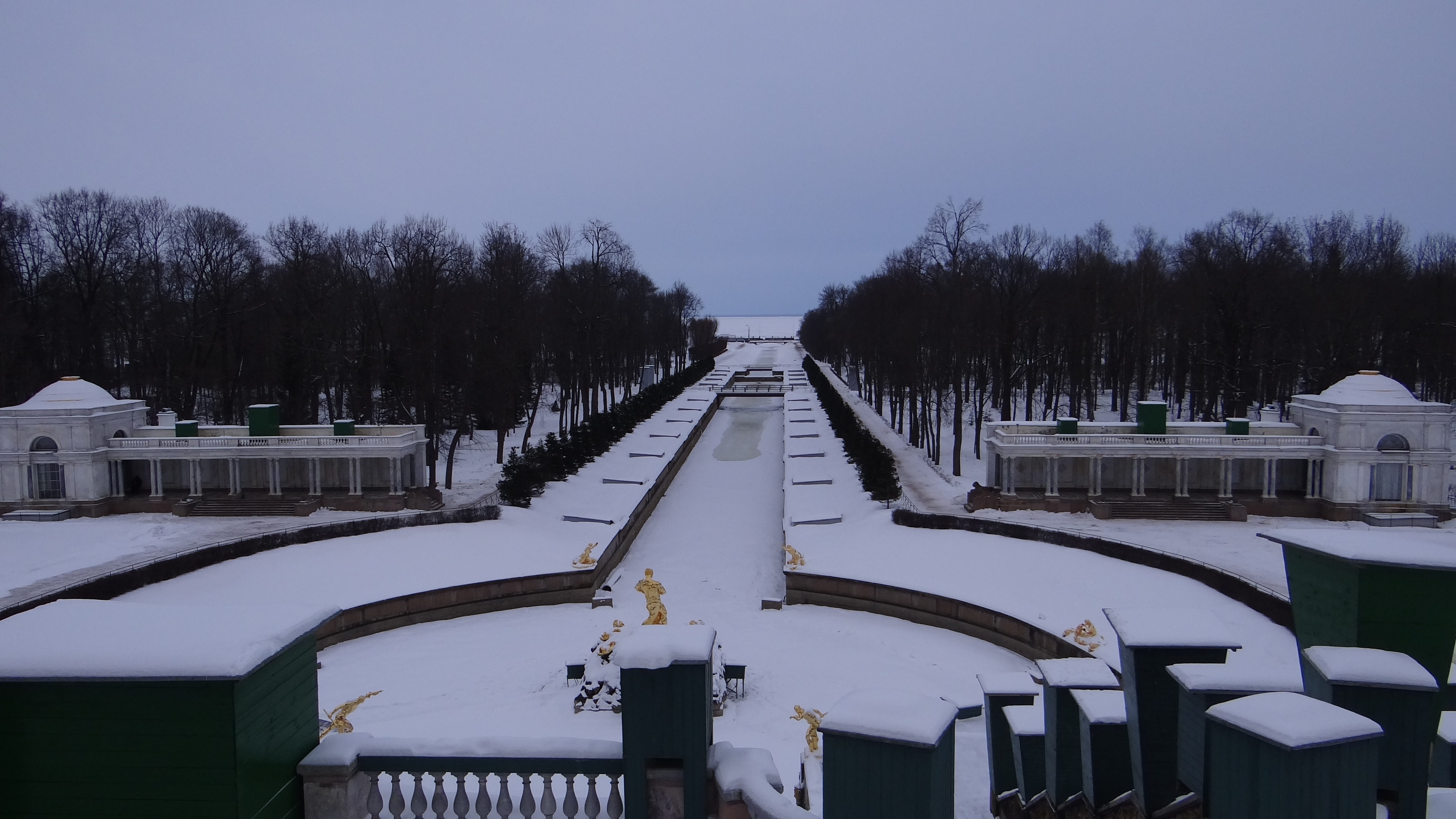
Les fontaines du palais de Peterhof en hiver.

Les cent soixante-seize fontaines de Peterhof fonctionnent sans pompe, uniquement par gravité depuis le réservoir au-dessus, alimenté par un réseau d'aqueducs dont un de plus de quatre kilomètres. Près de 34 000 litres d'eau sont éjectés chaque seconde par les fontaines de Peterhof.

## Grand palais
Le grand palais se déploie sur 268 mètres et fait face au golfe de Finlande.
Le grand palais, à la façade ocre et blanche, est impressionnant quand il est vu à partir des jardins du haut ou du bas, mais en fait il est plutôt étroit et peu élevé. Il comporte environ trente pièces dont plusieurs notables sont des salles d'apparat, toutes richement décorées, avec des stucs à profusion, des plafonds polychromes, des parquets marquetés et des murs tapissés d'or fin... Le plus surprenant est sans doute l'harmonie des teintes pastel : du vert amande aux ocres jaunes en passant par des tons plus osés, mauves ou rouges.
L'escalier de gala est fait de pierre et il est orné de niches, certaines en trompe-l'œil.
Le salon de Tchesmé est décoré avec douze grandes peintures de la bataille de Tchesmé, une brillante victoire de la guerre russo-turque, par J. Hackert. Catherine II amusa les Européens en faisant exploser une frégate dans le port de Livourne en Italie pour permettre à l'artiste, qui n'avait jamais vu de bataille navale lui-même, de se la représenter. Il ne connaissait pas non plus les positions des navires et dut faire appel à son imagination.
Les cabinets chinois de l'est et de l'ouest furent décorés entre 1766 et 1769 pour présenter des objets et l'art décoratif importés de l'Extrême-Orient. Les murs sont décorés avec des imitations de formes orientales par des artisans russes, y compris des paysages chinois en jaune et laque noire.
La salle du trône est décorée selon le style baroque russe, à la feuille d'or. Le parquet est en marqueterie tandis le cabinet des modes et des grâces est décoré de dizaines de portraits de jeunes femmes. La salle du trône est d'une superficie de 320 mètres carrés.

Une autre pièce au centre du nom du salon des images a ses murs presque entièrement couverts par 368 peintures de femmes d'âges différents en divers costumes, mais inspirées de la même personne. Elles furent achetées en 1764 à la veuve de l'artiste italien P. Rotari, mort à Saint-Pétersbourg.

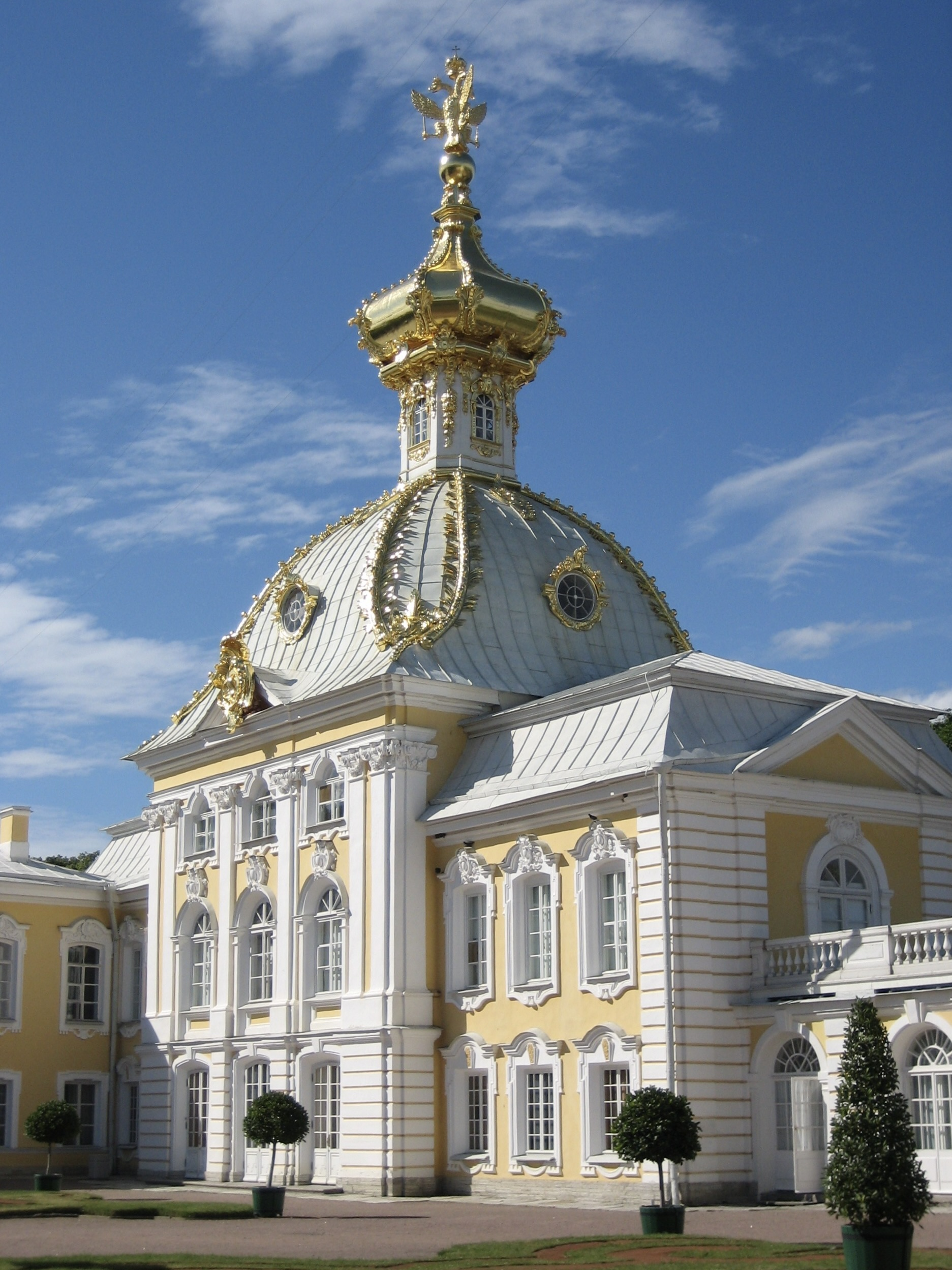
Derrière Peterhof.
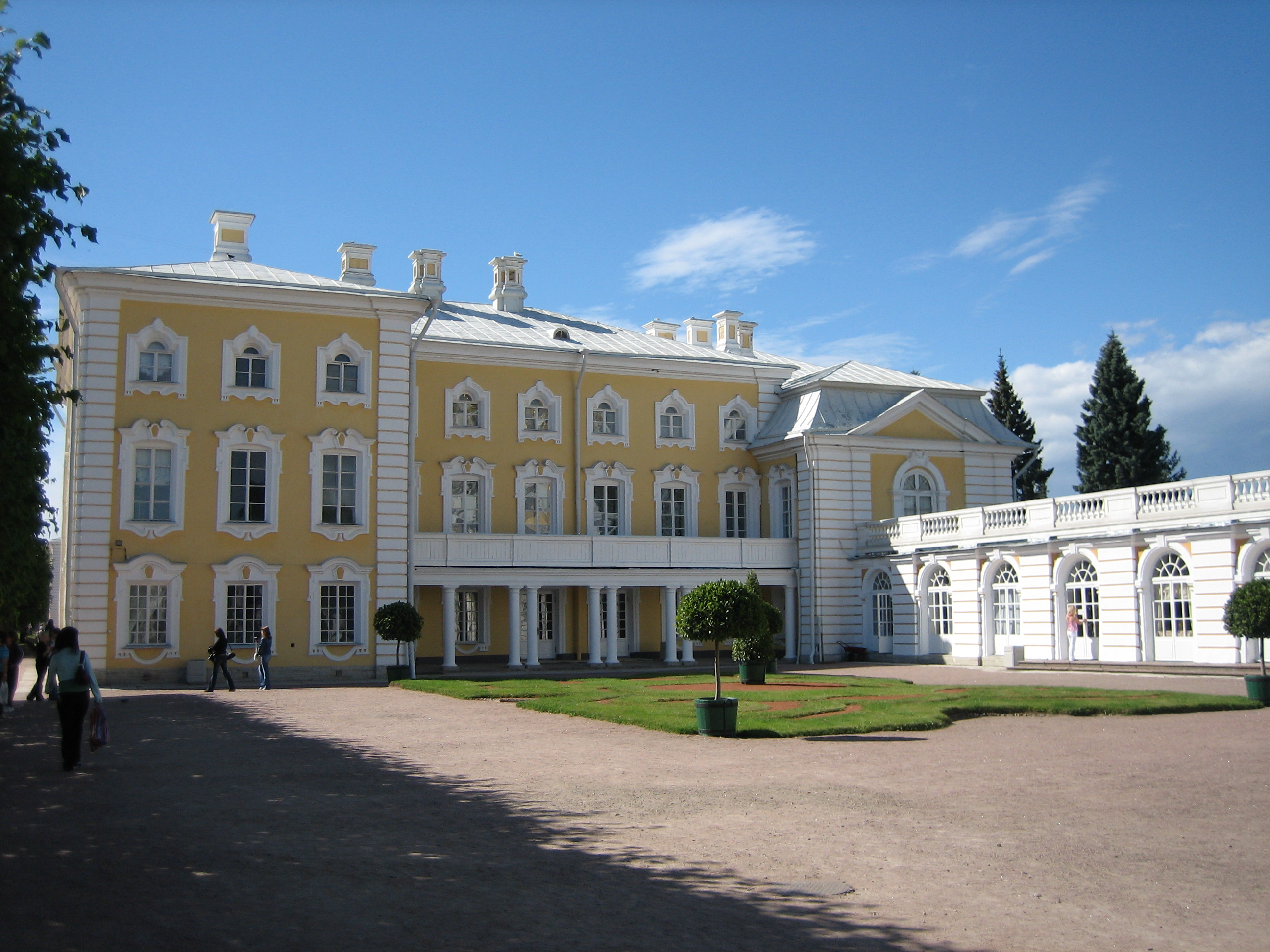
Une cour.
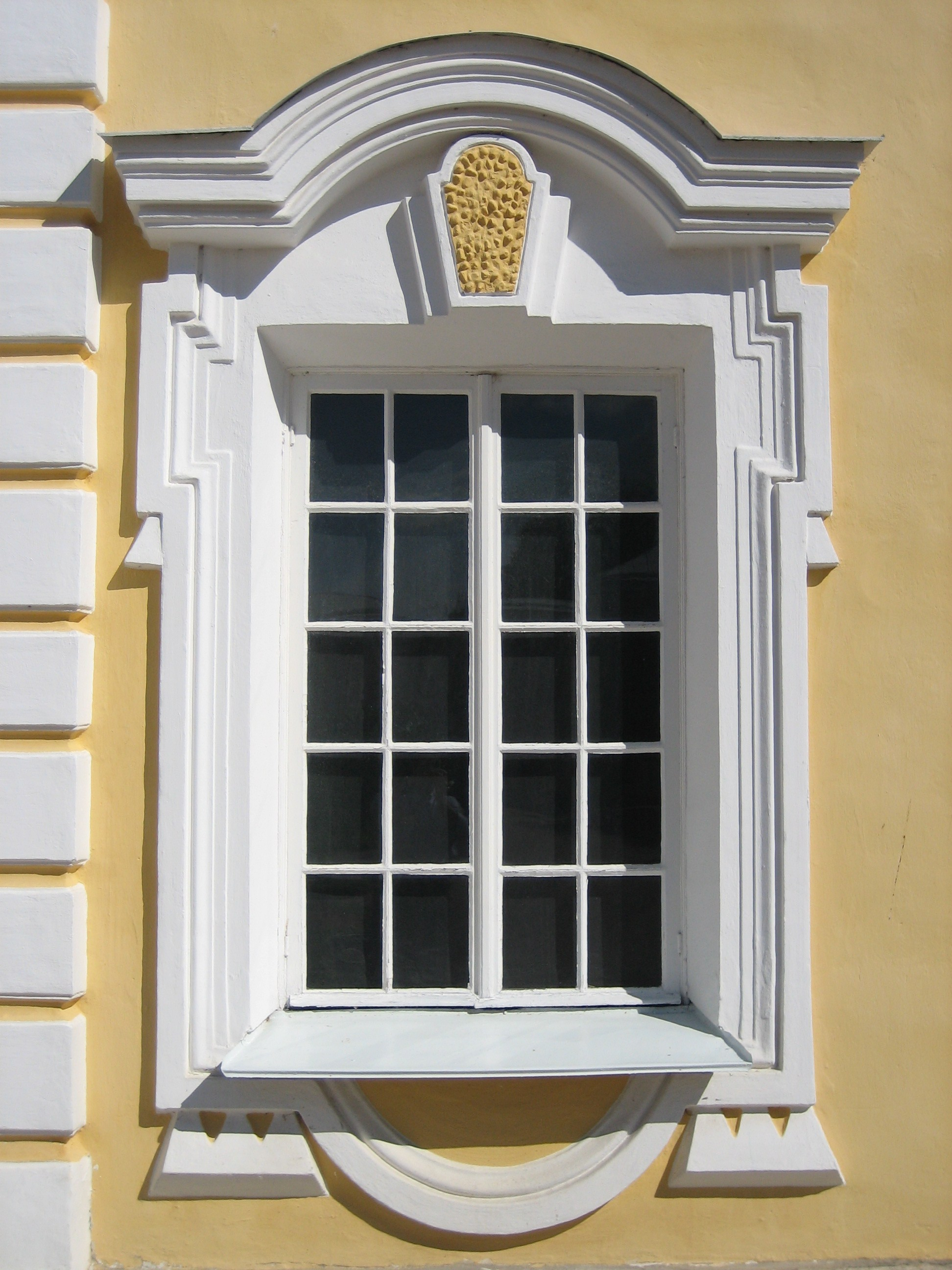
Une fenêtre de Peterhof.
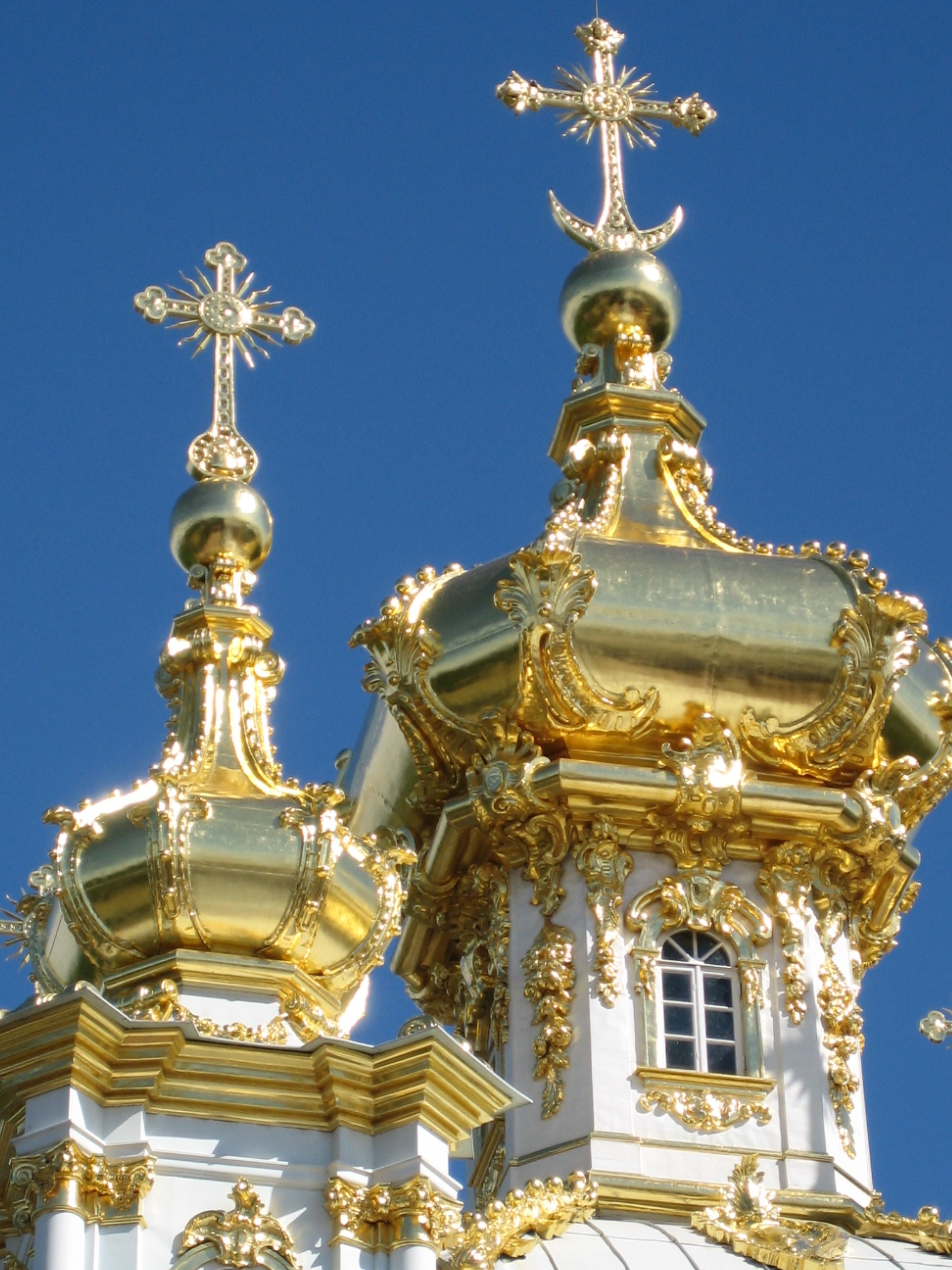
Dômes à grande utilisation d'or.
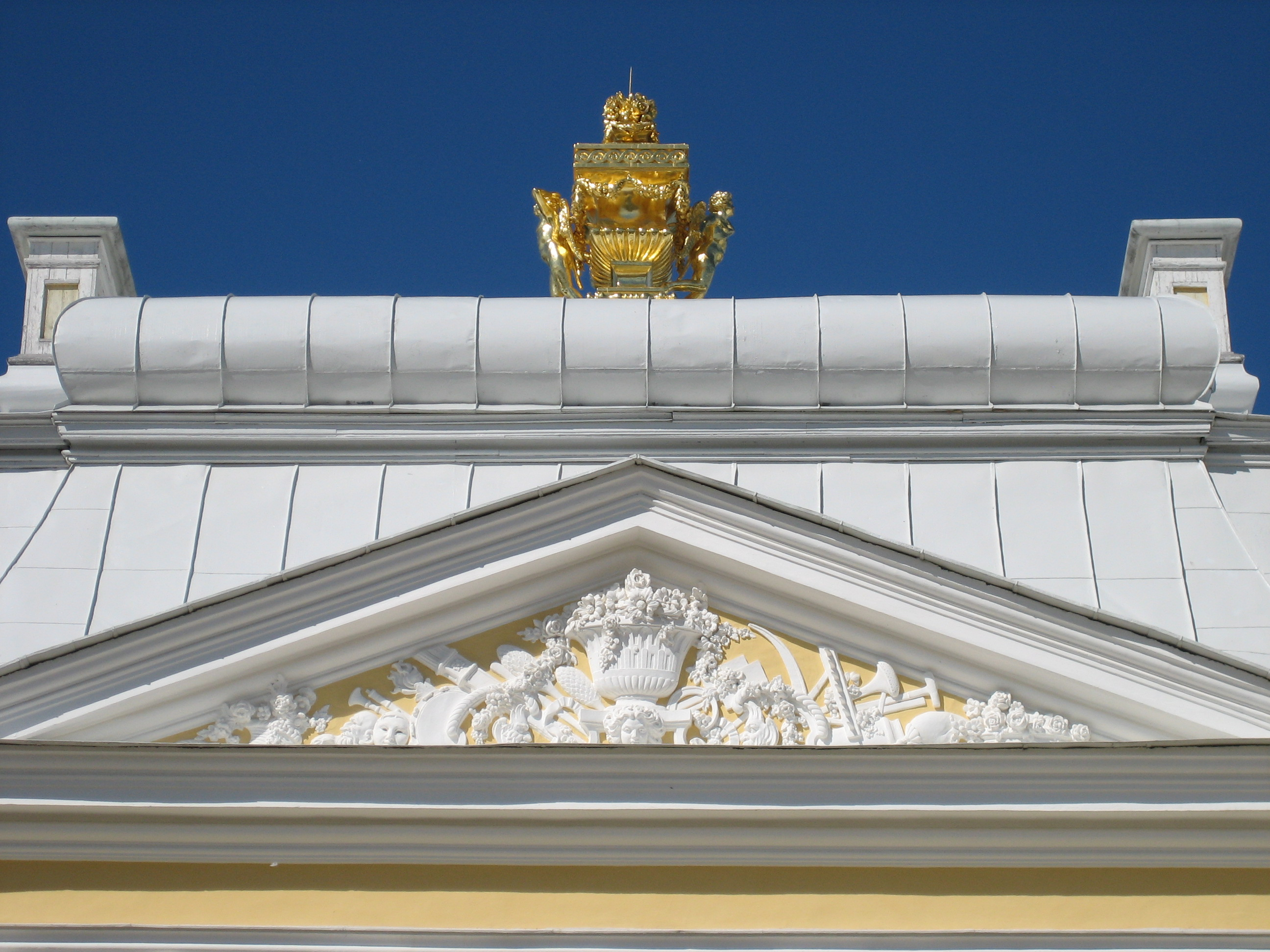
Une frise de Peterhof.

## Jardin supérieur
Conçu par Pierre le Grand, le jardin supérieur, de style baroque, ne fut cependant réalisé qu'au cours des années 1730.

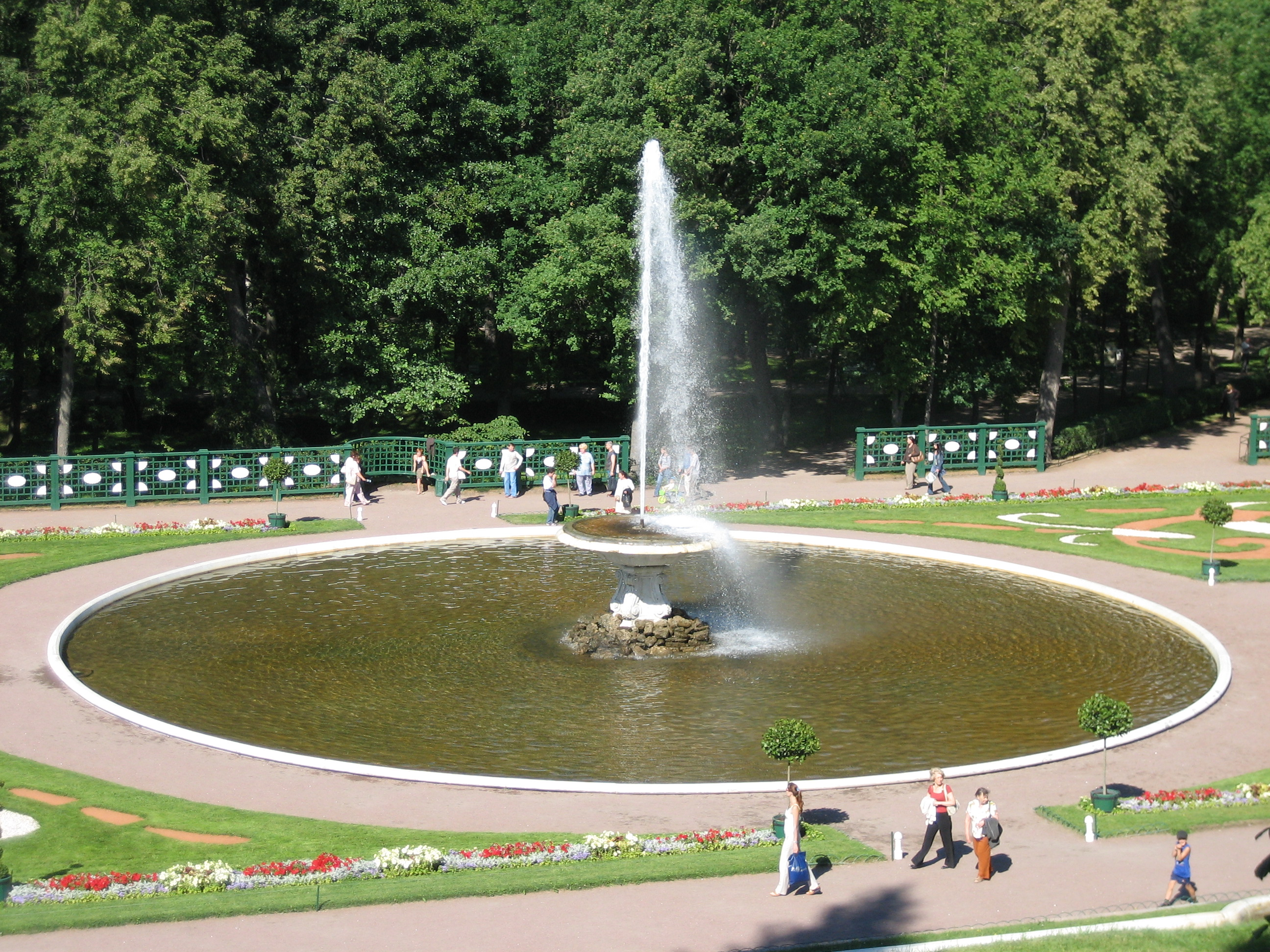
Une fontaine au palais.
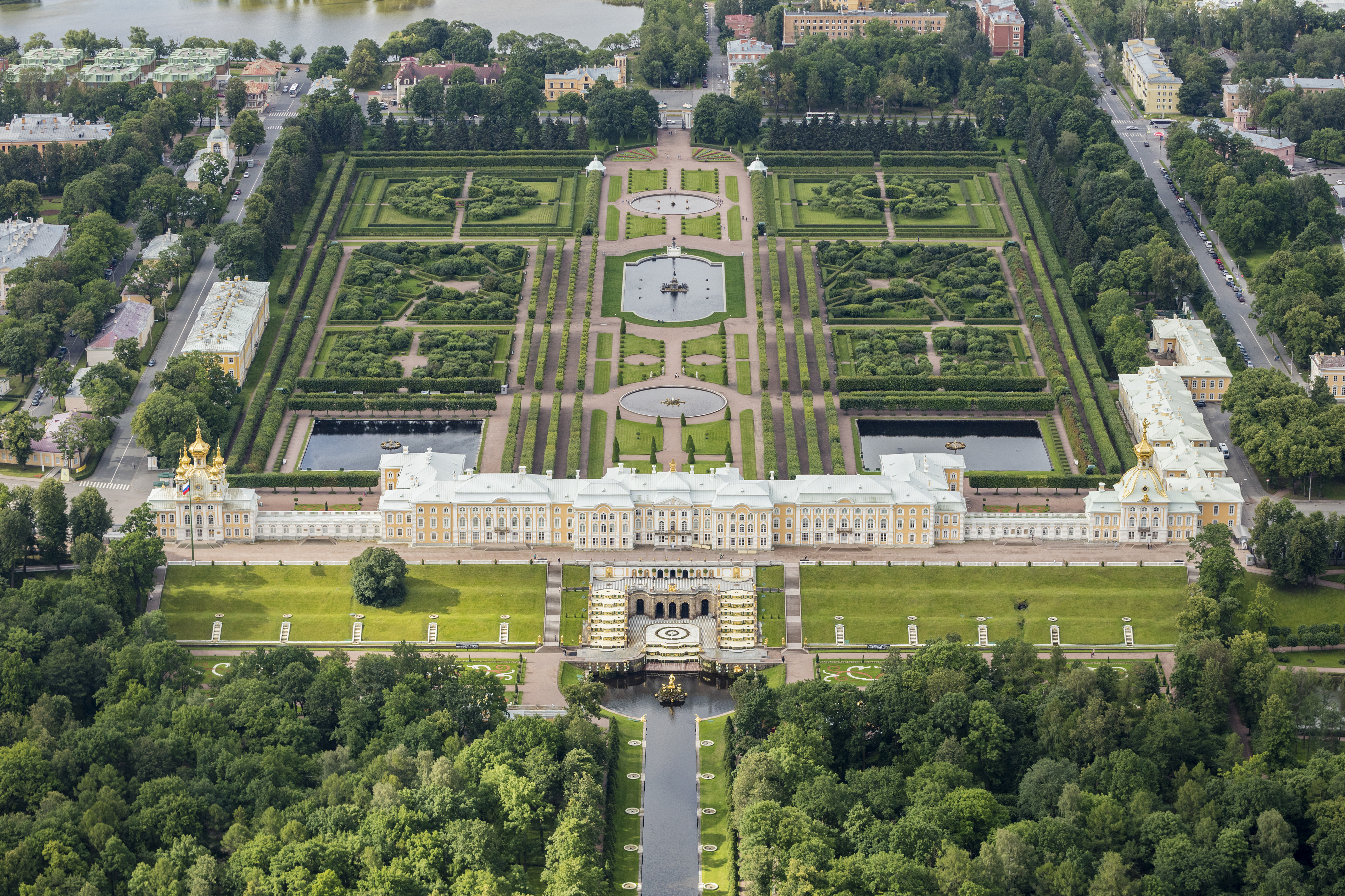
Vue aérienne du palais et des jardins.
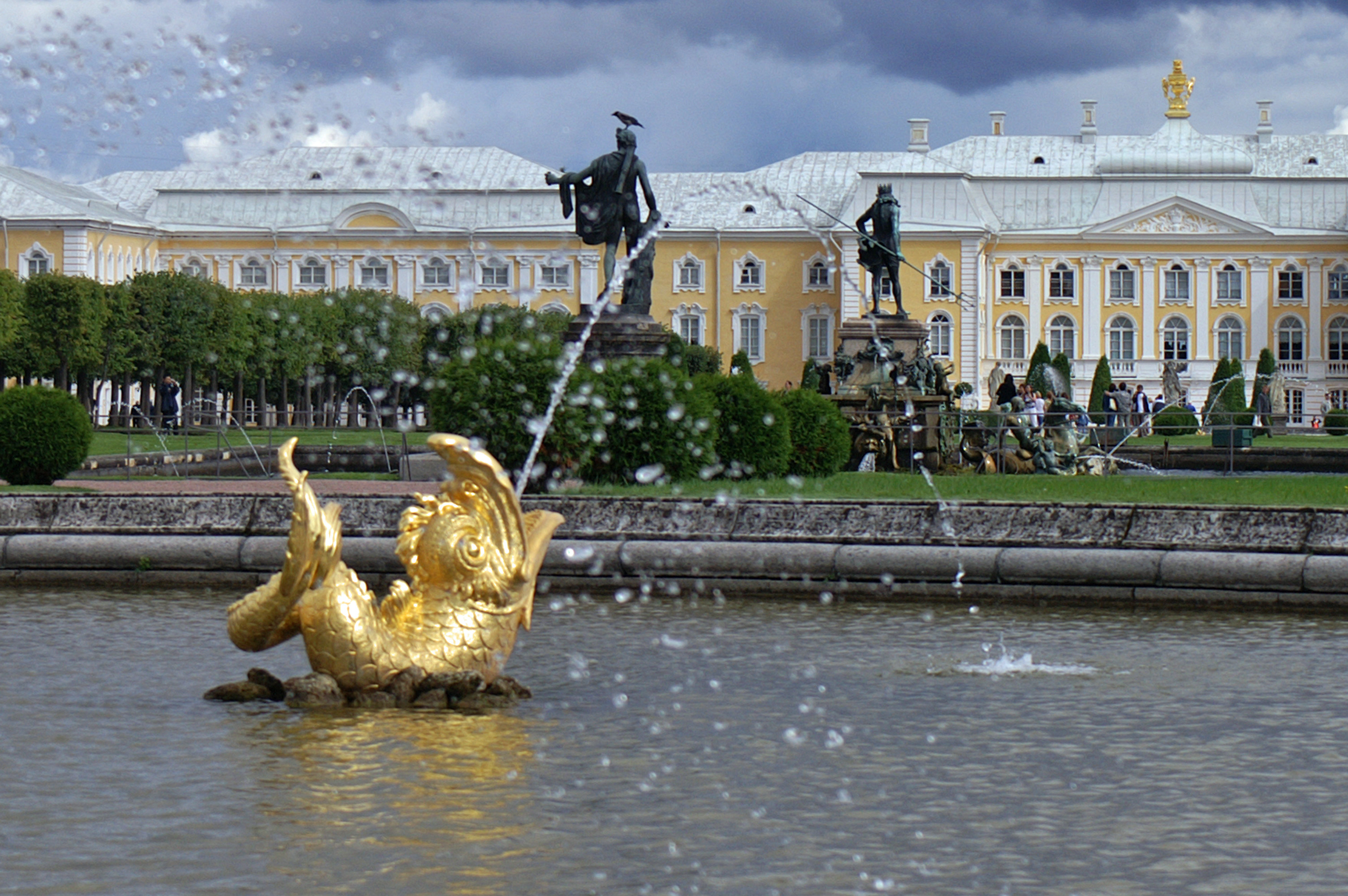
Fontaine du jardin supérieur.